# Медник сіроголовий
Медник сіроголовий (Ptilotula keartlandi) — вид горобцеподібних птахів родини медолюбових (Meliphagidae). Ендемік Австралії.

## Таксономія
Вперше описаний як Ptilotis keartlandi в 1895 році австралійським орнітологом Альфредом Джоном Нортом, названий на честь орнітолога-колекціонера Джорджа Артура Кертленда, який зібрав типовий зразок. Таксономія виду була складною з моменту його опису. Наприклад, вид був включений до роду Meliphaga у 1926 році в Офіційному контрольному списку птахів Королівського австралійського орнітологічного союзу, а потім до роду Lichenostomus Річардом Шодде в 1975 році. У 2011 році сіроголовий медник поміщений в рід Ptilotula, який містить п'ять інших австралійських видів, які всі мають спільну характерні прості обличчя, підкреслені чорним проксимальним і жовтим або білим дистальним пером збоку шиї.

## Поширення
Вид має великий ареал, що охоплює більшу частину центральної посушливої та напівпосушливої Австралії. Поширений від східного боку озера Маклеод і півострова Норт-Вест-Кейп в Західній Австралії, через Північну територію (хоча він відсутній у Топ-Енді) і до крайнього північного заходу Південної Австралії, а такох у північно-західному і центральному Квінсленд. Населяє евкаліптові чагарники та ліси в місцевості з кам'янистими пагорбами та лісистими балками в межах хребтів; його можна також спостерігати на піщаних рівнинах, коли рослинність цвіте. Вид також був зареєстрований у лісистих екосистемах мулга та маллі, прирічкових районах, де переважає Eucalyptus camaldulensis, а іноді і на луках.

## Опис
Тіло завдовжки 13–16,5 см і вагою 12–18 г. Птахи мають характерну сіру корону над чорною лицьовою маскою, а потилиця та решта верхніх частин тіла темно-палевого кольору. Чорна лицьова маска тягнеться від основи дзьоба до задньої частини криючих вух і включає чорні нори, кільця для очей, пір’я за очима та сіро-чорні криючі вуха. Основа маски обмежена тонким яскраво-жовтим шлейфом, який простягається нижче та позаду криючих вушних раковин, і блідо-жовтою смугою на вусах, розташованою між носом і горлом. Дзьоб чорний, короткий і злегка загнутий донизу з жовтою основою на нижній щелепі, хоча він може стати повністю чорним під час розмноження. Райдужна оболонка ока від чорного до темно-коричневого кольору, в той час як щілина жовта, чорніє під час розмноження. Груди, черево, боки та горло світло-оливково-жовті з коричневими прожилками, а круп — світло-сіро-коричневий. Махові пера оливково-коричневі, облямовані оливково-жовтими, що надає крилу жовту панель у складеному вигляді. Пір'я хвоста темно-оливково-коричневі з оливково-жовтими краями. Існує десять головних махових, десять вторинних і дванадцять хвостових.